# Ashley (Indiana)
Ashley è un comune degli Stati Uniti d'America, situato nello Stato dell'Indiana, diviso tra la contea di DeKalb e la contea di Steuben.